# Scopula johnsoni
Scopula johnsoni là một loài bướm đêm trong họ Geometridae.